# William Bligh
William Bligh (9 de setembre de 1754 - 7 de desembre de 1817) va ser un vicealmirall britànic de la Royal Navy i membre de la Royal Society. Durant el seu comandament va ocórrer el cèlebre motí del Bounty. Quinze anys després d'aquest incident va ser nomenat governador de Nova Gal·les del Sud (Austràlia) i en aquest càrrec va combatre el tràfic corrupte de rom provocant l'anomenada Rebel·lió del rom.

## Biografia
Nasqué a Saint Tudy prop de Bodmin a Cornualla de pares d'aquest país. Es va allistar a la Royal Navy el 1761, als set anys, ascendint gradualment. El 1776 va ser escollit pel capità James Cook com a Sailing Master pel vaixell Resolution i acompanyà Cook en el tercer viatge al Pacífic on James Cook trobà la mort. El 1787 Bligh va ser seleccionat com a comandant del vaixell Bounty.

## El viatge delBounty
El 1787 el Bounty arribà a Tahití per aconseguir arbre del pa i tractà de marxar al Carib per experimentar el conreu de l'arbre del pa però no hi arribà mai pel motí del Bounty ocorregut poc després de deixar Tahití (28 d'abril de 1789).
Popularment es confon Bligh amb l'admirall Edward Edwards, del vaixell Pandora, qui va ser enviat per la Royal Navy per a reprimir el motí del Bounty, Edward va actuar de forma molt cruel i va matar 4 dels 31 amotinats que va capturar. L'octubre de 1790, Bligh va haver de presentar-se a un consell de guerra acusat de la pèrdua del vaixell.

## El segon viatge en cerca de l'arbre del pa
Després de l'exoneració del tribunal marcial, Bligh romangué a la Royal Navy. De 1791-1793, comandà el vaixell Providence i en companyia de l'Assistance, tornà a intentar transportar arbres del pa de Tahití a les Índies occidentals, aquesta vegada amb èxit.
Morí a Londres i va ser enterrat a l'església de Saint Mary, Lambeth, actualment el Museu de la Jardineria. Dalt de la seva tomba hi figura un arbre del pa.